# Hofkirchen im Mühlkreis
Hofkirchen im Mühlkreis è un comune austriaco di 1 499 abitanti nel distretto di Rohrbach, in Alta Austria; ha lo status di comune mercato (Marktgemeinde).

## Monumenti e luoghi d'interesse
- Castello di Marsbach, nella omonima frazione.